# Всемирная продовольственная программа
Всемирная продовольственная программа (англ. World Food Programme, сокр. WFP) — крупнейшая в мире гуманитарная организация, обеспечивающая ежегодно около 4 млн тонн продуктов питания. Лауреат Нобелевской премии мира (2020).
ВПП основана в 1961 году как орган по продовольственной помощи в системе ООН. Ей поручено оказывать помощь неимущим в развивающихся странах, борясь с голодом и нищетой. Она использует продовольственную помощь в целях содействия экономическому и социальному развитию.

## Миссия
Глобальная кампания Программы по организации питания в школах призвана обеспечить питание и образование 300 млн страдающих истощением детей по всему миру. В случае чрезвычайных ситуаций ВПП оказывает срочную помощь по поддержанию жизни жертвам военных действий, природных и техногенных катастроф.

## Работа ВПП
Всемирная продовольственная программа прилагает усилия по укреплению партнерских отношений с учреждениями Организации Объединённых Наций, другими международными организациями и группами гражданского общества, действуя в трех основных направлениях:
- участие в составе различных групп, действующих на общемировом, региональном и страновом уровнях, в работе ведущих межучрежденческих координационных органов по вопросам гуманитарной помощи и развития;
- сотрудничество с партнерами из числа организаций системы ООН и неправительственных организаций в оперативной и информационно-пропагандистской деятельности в интересах увеличения общего вклада в дело достижения целей в области развития, сформулированных в Декларации тысячелетия, и пяти стратегических целей ВПП; и
- защита интересов людей, страдающих от голода, и уязвимых групп населения на крупных международных конференциях и встречах.

В своей оперативной и информационно—пропагандистской деятельности, осуществляемой на партнёрских началах с учреждениями ООН и неправительственными организациями, ВПП уделяет основное внимание удовлетворению потребностей беженцев и других нуждающихся в продовольствии, чрезвычайной помощи, улучшении питания, лечении ВИЧ/СПИДа и образовании.

## Организация
ВПП управляется Исполнительным советом в составе 36 членов, половину которых избирает ЭКОСОС и половину — ФАО. Он заседает четыре раза в год и наблюдает за деятельностью ВПП по оказанию гуманитарной и продовольственной помощи. Дэвид Бизли из Южной Каролины, США, является нынешним исполнительным директором, назначаемым совместно Генеральным секретарем ООН и Генеральным директором ФАО на пятилетний срок. Он возглавляет Секретариат ВПП. Европейский союз является постоянным наблюдателем в ВПП и в качестве крупного донора участвует в работе ее исполнительного совета.
Штат ВПП насчитывает около 15 000 человек, большинство из которых работают в отдалённых районах.

### Логистический кластер
Логистический кластер представляет собой механизм координации гуманитарной деятельности Межучрежденческого постоянного комитета (МПК), основная роль которого заключается в поддержке мер реагирования на чрезвычайные ситуации. Один из одиннадцати секторальных координационных органов, он был учрежден резолюцией 46/182 Генеральной Ассамблеи ООН в декабре 1991 года и расширен в рамках Гуманитарной реформы 2005 года, с новыми элементами, принятыми для повышения потенциала, предсказуемости, подотчетности, лидерства и партнерства.
Логистический кластер предоставляет услуги по координации и управлению информацией для поддержки принятия оперативных решений и повышения предсказуемости, своевременности и эффективности реагирования на чрезвычайные гуманитарные ситуации.
Там, где это необходимо, логистический кластер также облегчает доступ к общим логистическим услугам. Благодаря своему опыту в области гуманитарной логистики Всемирная продовольственная программа была выбрана МПК в качестве ведущего учреждения для логистического кластера. ВПП размещает группу поддержки глобальных логистических кластеров в своей штаб-квартире в Риме. ВПП также выступает в качестве «поставщика последней инстанции», предлагая общие логистические услуги, когда критические пробелы затрудняют гуманитарное реагирование.

## Мероприятия
В 2013 году ВПП достигла 80,9 млн человек в 75 странах и обеспечила 3,1 млн тонн продовольствия, включая обогащённые питательными веществами готовые к употреблению лечебные продукты. 7,8 миллиона недоедающих детей получили специальную поддержку в области питания в 2013 году, а 18,6 миллиона детей получили школьное питание или питание на дому.
В 2015 году ВПП охватила 76,7 млн человек в 81 стране. В чрезвычайных ситуациях для улучшения питания и обеспечения продовольственной безопасности было охвачено более 50 миллионов человек. Школьное питание было предоставлено 17,4 млн детей, что способствовало сохранению детей в школах и обеспечению бесперебойного доступа к образованию.
ВПП расширила масштабы использования наличных средств и ваучеров в качестве инструментов оказания продовольственной помощи. В 2013 году 7,9 миллиона человек получили помощь в рамках кассовых или ваучерных программ. В том же году ВПП закупила продовольствие в 91 стране; 86 % этого продовольствия поступило из развивающихся стран.
В 2017 году ВПП запустила программу Building Blocks, цель которой-помочь распределить деньги на продовольственную помощь сирийским беженцам в Иордании. Проект принимает блокчейн для оцифровки идентичностей и позволяет беженцам получать пищу с помощью сканирования глаз.
В числе других мероприятий ВПП координировала осуществление пятилетнего экспериментального проекта «Закупки для прогресса». Запущенный в сентябре 2008 года проект помогает мелким фермерам, предлагая им возможности получить доступ к сельскохозяйственным рынкам и стать конкурентоспособными игроками на рынке. Этот проект охватил 20 стран Африки, Азии и Латинской Америки и обеспечил подготовку 800 000 фермеров по вопросам совершенствования сельскохозяйственного производства, послеуборочной обработки, обеспечения качества, группового маркетинга, финансирования сельского хозяйства и заключения контрактов с ВПП. В результате осуществления этого проекта было произведено 366 000 метрических тонн продовольствия, а доходы мелких фермеров составили более 148 млн долл.
ВПП сосредоточивает свою продовольственную помощь на тех, кто наиболее уязвим для голода, что чаще всего означает женщин, детей, больных и пожилых людей. Фактически, часть мер реагирования на землетрясение на Гаити в 2010 году заключалась в распределении продовольственной помощи только среди женщин, поскольку опыт, накопленный за почти 5 десятилетий работы в чрезвычайных ситуациях, показал, что предоставление продовольствия только женщинам помогает обеспечить его равномерное распределение среди всех членов семьи. Программы школьного питания и/или питания на дому в 71 стране помогают учащимся сосредоточиться на учебе и побуждают родителей отправлять своих детей, особенно девочек, в школу.

### Классификации реагирования на чрезвычайные ситуации
ВПП располагает системой классификаций, известной как классификации реагирования на чрезвычайные ситуации, предназначенной для ситуаций, требующих немедленного реагирования.
Классификации реагирования на чрезвычайные ситуации делятся следующим образом, причем интенсивность чрезвычайных ситуаций возрастает с каждым уровнем:
- Уровень 1 — реакция активирована. Выделяются ресурсы на подготовку к реагированию местного отделения ВПП[6];

- Уровень 2 — ресурсы страны требуют региональной помощи в случае чрезвычайной ситуации в одной или нескольких странах / территориях;

- Уровень 3 — чрезвычайная ситуация перегружает местные отделения ВПП и требует глобальных ответных мер со стороны всей организации ВПП.

## Официальные партнерства и инициативы

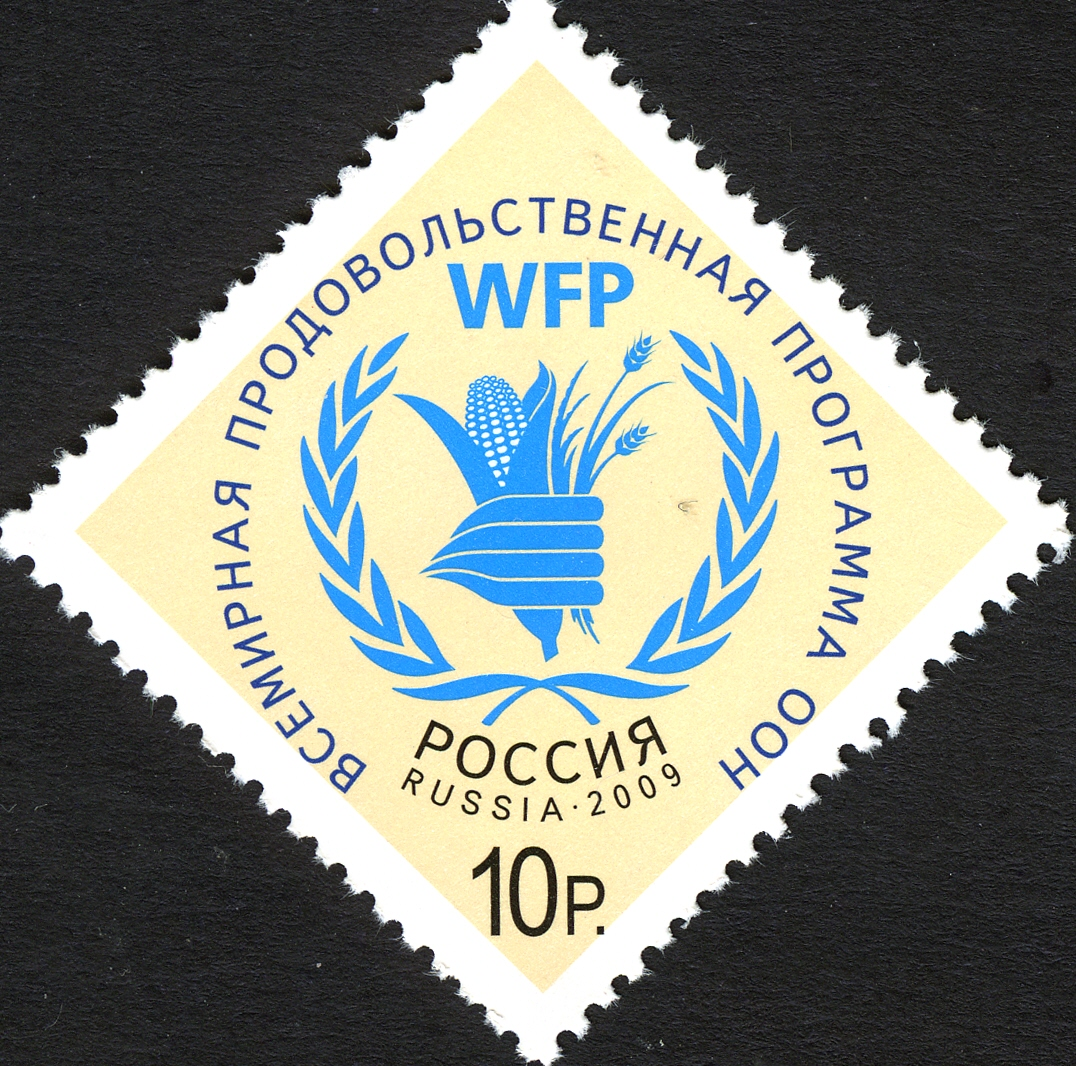
Почтовая марка России, 2009 г.

ВПП координирует и сотрудничает с рядом официальных партнеров в рамках проектов по чрезвычайным ситуациям и развитию. Эти партнеры включают национальные правительственные учреждения, такие как DFID, ECHO, EuropeAid, USAID; учреждения ООН, такие как Продовольственная и сельскохозяйственная организация ООН (ФАО) и Международный фонд сельскохозяйственного развити (МФСР); общественные организации, такие как Save the Children, Catholic Relief Services и Норвежский совет по делам беженцев; а также корпоративные партнёры, такие как Boston Consulting Group, DSM N.V. и Cargill.

### Низовые усилия
В 2004 году ВПП поручила Обернскому университету (штат Алабама) возглавить первую возглавляемую студентами борьбу с голодом после проекта Северо-Западного университета в 2002 году. Оберн основал Комитет 19, который не только руководил кампусными и общинными мероприятиями по повышению осведомленности о голоде, но и разработал модель борьбы с голодом для использования в кампусах по всей стране.
ВПП приступила к проведению глобального информационно-пропагандистского мероприятия и мероприятия по сбору средств под названием «Прогулка по миру». В один единственный день каждый год сотни тысяч людей в каждом часовом поясе по всему миру идут, чтобы призвать к прекращению детского голода. В 2005 году более 200 000 человек гуляли в 296 местах. В 2006 году в 118 странах мира насчитывалось 760 000 участников. Это мероприятие является частью кампании по достижению целей в области развития, сформулированных в Целях развития тысячелетия, в частности по сокращению вдвое к 2015 году числа людей, страдающих от голода и нищеты.
Всё большее число низовых глобальных мероприятий и торжеств, таких как Международный день мира, Всемирный день вечеринки и Один день мира, рекомендуют ВПП в радиопередачах в качестве немедленного действия для помощи голодающим. Кампании Fill the Cup необходимо всего 25 центов США, чтобы заполнить одну из «красных чашек», которые Всемирная продовольственная программа использует, чтобы дать голодным детям обычную школьную еду из каши, риса или бобов. Кристина Агилера, Дрю Бэрримор и Шон Пенн — среди знаменитостей, которые поддерживают ВПП. Британский певец Сами Юсуф присоединился к ВПП, чтобы поддержать пострадавших от засухи на Африканском Роге через свою личную кампанию — LiveFeedAfrica и музыкальный клип — «Забытые обещания».

### Всемирная неделя борьбы с голодом
В 2007 году ВПП присоединилась к Yum! Brands, крупнейшей в мире ресторанной компании, чтобы начать первую ежегодную Всемирную неделю помощи голодающим, глобальную кампанию по повышению осведомлённости о голоде, привлечению добровольцев и сбору критически необходимых средств, чтобы помочь ВПП обслуживать наиболее нуждающиеся районы мира. Всемирная неделя борьбы с голодом 2007 года объединила усилия почти 35 000 ресторанов по всему миру, вызвав глобальное движение за прекращение голода и вызвав огромный поток поддержки со стороны миллионов клиентов, сотрудников, франчайзи и их семей. Nearly one million Yum!, KFC, Pizza Hut, Taco Bell, Long John Silver’S и A&W All American Food, продовольственные работники, франчайзи и их семьи добровольно пожертвовали около 4 миллионов рабочих часов, чтобы помочь усилиям по борьбе с голодом в общинах по всему миру, помогая собрать 16 млн долл. для Всемирной продовольственной программы и других агентств по борьбе с голодом по всему миру. С тех пор эта инициатива повторяется каждый год.

## Критика
Кенийский экономист Джеймс Шиквати сказал в 2005 году в интервью Der Spiegel: «помощь Африке приносит больше вреда, чем пользы». По его словам, продовольственная помощь увеличивает коррупцию, поскольку местные политики имеют возможность украсть часть помощи, чтобы подкупить избирателей или продать помощь на черных рынках, убивая местное сельское хозяйство. Он предполагает, что ВПП слишком легко отвечает на призывы коррумпированных правительств и поставляет слишком много продовольственной помощи, что приводит к сокращению производства местных фермеров, поскольку «никто не может конкурировать с мировой продовольственной программой ООН».
Всемирная продовольственная программа также подверглась критике со стороны Хосе Сиро Мартинеса и Брента Энга в эссе «Непреднамеренные последствия чрезвычайной продовольственной помощи: нейтралитет, суверенитет и политика в Сирийской гражданской войне, 2012-15». В одном из интервью сотрудник ВПП заявил: «большая часть помощи по-прежнему подвергается строгим мерам контроля со стороны правительства, которое также просит, чтобы она распределялась через государственные утвержденные органы, такие как SARC. Я считаю, что правительство внимательно следит, если не полностью контролирует эти организации». Авторы добавили, что продовольственная помощь, предоставленная в Сирии, в первую очередь пойдет военным и их людям.

## Признание
- В 2004 году в Италии, к 50-летию организации, выпущена серия памятных монет номиналом 2 евро.
- В 2009 году в России выпущена почтовая марка с символикой ВПП.
- В 2020 году ВПП присуждена Нобелевская премия мира (2020).